# 南城市立佐敷中学校
南城市立佐敷中学校（なんじょうしりつ さしきちゅうがっこう）は、沖縄県南城市にある市立中学校。

## 通学区域
佐敷全域、字つきしろ